# Ichthyomyzon gagei
Ichthyomyzon gagei är en ryggsträngsdjursart som beskrevs av Hubbs och Trautman 1937. Ichthyomyzon gagei ingår i släktet Ichthyomyzon och familjen nejonögon. Inga underarter finns listade i Catalogue of Life.